# 国鉄1430形蒸気機関車

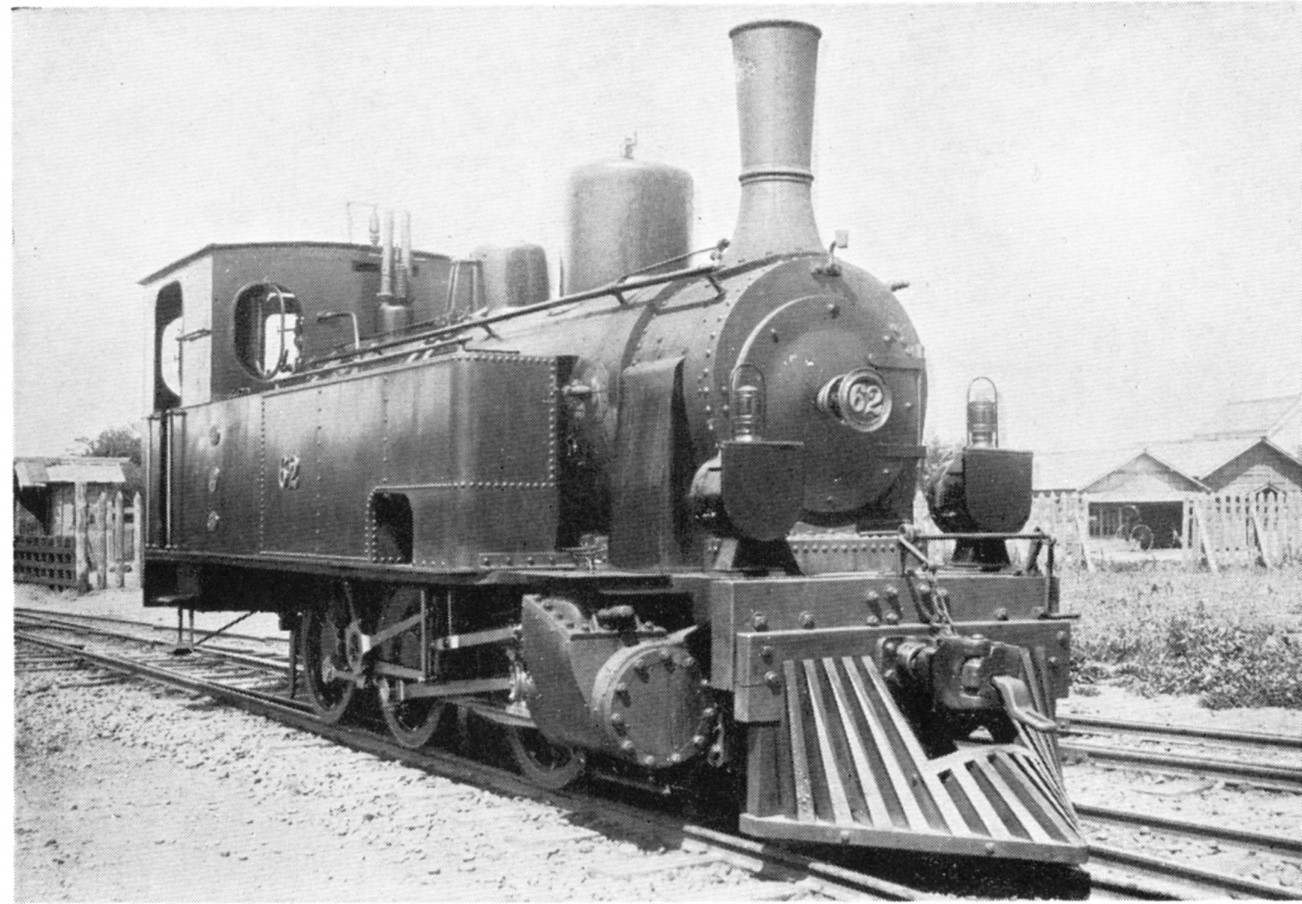
北海道炭礦鉄道 62（後の鉄道院 1431）

1430形は、かつて日本国有鉄道の前身である鉄道院に在籍したタンク式蒸気機関車である。
本形式の総数は5両であるが、経歴的に1906年（明治39年）の北海道炭礦鉄道の国有化によるもの2両と、1911年（明治44年）の博多湾鉄道との機関車の交換によるもの3両の2種が存在した。

## 形態
形態はドイツ製らしく、かっちりとしたアウトラインを持ち、ボイラー中心よりも低い位置にオフセットされた煙室扉が特徴的である。弁装置は外側型アラン式。側水槽のほか、台枠内にも水槽を持つウェルタンク機である。

### 主要諸元
1430, 1431の諸元（1914年版形式図による）を示す
- 全長 : 8,687mm
- 全高 : 3,671mm
- 全幅 : 2,635mm
- 軌間 : 1,067mm
- 車軸配置 : 0-6-0(C)
- 動輪直径 : 1,092mm
- 弁装置 : アラン式外側型
- シリンダー（直径×行程） : 381mm×559mm
- ボイラー圧力 : 12.4kg/cm2
- 火格子面積 : 1.3m2
- 全伝熱面積 : 73.9m2
  - 煙管蒸発伝熱面積 : 67.2m2
  - 火室蒸発伝熱面積 : 6.7m2
- ボイラー水容量 : 2.6m3
- 小煙管（直径×長サ×数） : 44.5mm×3,207mm×150本
- 機関車運転整備重量 : 33.14t
- 機関車空車重量 : 24.59t
- 機関車動輪上重量（運転整備時） : 33.14t
- 最大機関車動輪軸重（第3動輪上） : 12.08t
- 水タンク容量 : 4.98m3
- 燃料積載量 : 1.27t
- 機関車性能
  - シリンダ引張力（0.85P） : 7,640kg
- ブレーキ装置 : 手ブレーキ

## 北海道炭礦鉄道
1900年（明治33年）にドイツのハノーバー機械製造会社から2両（製造番号3445, 3446）を輸入した車軸配置0-6-0(C)の蒸気機関車である。同社ではN形（61, 62）、後にヲ形と称した。この2両は、九州の金辺鉄道（きべてつどう）が発注したものだが、不況のあおりで建設工事が遅延し、免許失効、会社解散となったため、北海道炭礦鉄道が引き取ったという経緯がある。同時に発注されていた0-6-0(C)形サイドタンク機関車2両は、阪鶴鉄道に引き取られて、2040形となっている。
これが1906年の私設鉄道国有化にともなって1909年（明治42年）に制定された、鉄道院の車両称号規程により、1430形（1430, 1431）と改称された。
この2両については、国有化後も北海道で使用され、1920年（大正9年）に廃車となった。これらは九州の八幡製鉄所に譲渡されて97, 95と付番され、さらに1952年（昭和27年）に352, 351と改番されたが、運転室やシリンダなどに大幅な改造（実質的には代替新造）が行われ、1963年（昭和38年）まで使用された。

## 博多湾鉄道
1911年（明治44年）2月には、鉄道院が保有していた10形5両（10 - 14）と交換で、博多湾鉄道が所有する多少寸法の異なる1903年（明治36年）製の同形機3両（1 - 3）が国有鉄道籍に入り、本形式の1432 - 1434に編入された。こちらは、実際はハノーバー製ではなく、ヘンシェル社が、現代でいうOEM生産をしたものである。製造番号はハノーバーでは4022 - 4024、ヘンシェルでは6326 - 6328である。
この3両は、入籍後直ちに中部鉄道管理局、次いで東部鉄道管理局に転属し、さらに1917年（大正6年）に北海道に転属した。1922年（大正11年）8月には1432が輪西製鉄所（現・新日本製鐵室蘭製鐵所）に、1923年（大正12年）3月に2両（1433, 1434）が九州の古河鉱業に払い下げられた。輪西製鉄所に譲渡された1432は9、1941年（昭和16年）にS-312と改番され、原形を保ったまま1963年まで使用された。古河鉱業に払下げられた2両は、目尾（しゃかのお）の採砂専用線で使用された。番号は特に付されなかったようである。そのうち、1434に相当する1両は日本軽金属清水工場専用線に移って2となり、目尾に残った1両は1960年（昭和35年）に解体された。